# 같이 살래요
《같이 살래요》는 2018년 3월 10일부터 2018년 8월 26일까지 방영된 KBS 2TV 주말 드라마이다.

## 줄거리
수제화 장인 효섭네 4남매에게 빌딩주 로또 엄마가 나타났다!! 유쾌한 웃음과 감동으로 신중년 부모세대와 자식 세대의 썸과 쌈, 사랑과 전쟁으로, 진정한 가족애를 그린 2060 전 세대 가족 로맨스 드라마.

## 제작진

### 연출
- 윤창범: KBS2 수목미니시리즈 《창공》(조연출), 《아씨》(공동연출), KBS1 월화드라마《은아의 뜰》(연출), KBS1 대하드라마 《왕과 비》(공동연출), KBS2 월화미니시리즈 《귀여운 여인》(연출), KBS2 대하드라마 《명성황후》(공동연출), KBS1 대하드라마 《무인시대》(공동연출), KBS1 주말특별기획드라마 《서울 1945》(공동연출), KBS1 대하드라마 《대왕 세종》(조연출), KBS2 납량특선드라마 《전설의 고향》(공동연출), KBS2 납량특선드라마 《전설의 고향》(공동연출), KBS1 대하드라마 《근초고왕》(공동연출), KBS2 일일연속극 《다시, 첫사랑》(연출) 등 연출

### 극본
- 박필주: KBS2 드라마스페셜 2014 《괴물(怪物)》(집필), KBS2 월화미니시리즈 《내일도 칸타빌레》(공동집필), KBS2 주말연속극 《파랑새의 집》(5회~50회 집필), KBS2 일일연속극 《다시, 첫사랑》(집필), KBS2 월화드라마 《붉은 단심》(집필) 등 집필

## 등장인물

### 주요 인물
- 유동근: 박효섭 역(젊은 시절: 장성범) - 수제화 매장의 주인 겸 명장
- 장미희: 이미연 역(젊은 시절: 정채연) - 빌딩주, 효섭의 첫사랑
- 한지혜: 박유하 역 - 효섭의 차녀, 자한병원 의사
- 이상우: 정은태 역(아역: 최승훈) - 자한병원 내과전문의, 은수의 생물학적 친부, 찬구의 처남

### 박효섭의 주변 인물
- 박선영: 박선하 역 - 효섭의 장녀, 패션회사 팀장
- 여회현: 박재형 역 - 효섭의 아들, 현하의 쌍둥이 오빠, 다연의 남자 친구, 인테리어 회사의 개발팀 신입사원
- 금새록: 박현하 역 - 효섭의 막내딸, 재형의 쌍둥이 여동생, 알바퀸
- 박철호: 마동호 역 - 효섭의 고등학교 동창, 식당 사장
- 김예령: 심일순 역 - 동호의 부인, 동네마당발

### 이미연의 주변 인물
- 김권: 최문식 역 - 미연의 의붓아들, 인테리어 회사 개발팀 팀장

### 정은태의 주변 인물
- 최정우: 연찬구 역 - 진희의 남편, 현 자한병원의 이사장
- 김미경: 정진희 역 - 은태의 누나, 은수의 생물학적 친고모
- 박세완: 연다연 역 - 찬구, 진희의 딸, 재형의 여자 친구

### 박선하의 주변 인물
- 강성욱: 차경수 역 - 선하의 남편, 패션회사 대리
- 박준금: 우아미 역 - 경수의 엄마

### 박유하의 주변 인물
- 서연우: 채은수→정은수 역 - 유하의 딸, 은태의 생물학적 딸, 덕현의 생물학적 손녀
- 김윤경: 채희경 역 - 성운의 누나, 해아물산 본부장
- 황동주: 채성운 역 - 유하의 전 남편, 해아물산의 부사장

### 그 외 인물
- 박상면: 양학수 역 - 미연이 지분을 소유한 인테리어 회사 대표
- 최대철: 고병진 역 - 선하와 경수가 다니는 패션회사의 팀장
- 이지훈: 유희준 역 - 인테리어 회사 과장
- 홍승휘: 김태우 역 - 인테리어 회사 대리
- 이칸희: 강영진 역 - 자한병원 소아청소년과 의사
- 신정윤: 김동민 역 - 자한병원 펠로우
- 김우혁: 지웅희 역 - 자한병원 레지던트
- 김수연: 최수지 역 - 자한병원 간호사
- 김애란: 김영식 대표 부인 역
- 최재원: 홍 이사 역 - 인테리어 회사 이사
- 지윤호: 한태수 역 - 와인 레스토랑 사장
- 김유석: 최동진 역 - 미연의 전 남편, 문식의 친부
- 장가현: 윤 실장 역 - 미연의 재산을 관리하는 회계사

### 특별 출연
- 남일우: 채 회장 역 - 성운, 희경의 아버지
- 이한위: 김영식 대표 역 - 미연의 애인
- 최재성: 미연의 아버지 역
- 최철호: 정덕현 역 - 은태와 진희의 아버지, 은수의 생물학적 친조부, 의사
- 김경숙: 서 관장 역 - 갤러리 관장
- 이상숙: 문식 친모 역
- 찬: VIP 라운지 진상 고객 역
- 이응경: 청명 재단 사모님 역
- 김기복: 한태중 역

## 제작진
- 책임프로듀서: 김성근(1회~12회)→ 황의경(13회~50회)
- 프로듀서: 이호
- 제작: 오성민, 곽홍석
- 제작총괄: 최재석
- BM: 전제연, 김해정
- 촬영: 이영섭, 김길웅
- 조명: 최기종
- 동시녹음: [사운드디자인] 강명구, 윤용훈
- 미술: 양창선
- 음악: 이필호
- 제작프로듀서: 이정철, 양성은
- 기획프로듀서: 권은비
- 라인프로듀서: 노대원
- 보조작가: 이지영, 임수정, 김지인
- 조연출: 홍은미, 김석원, 이정, 이현경
- FD: 김웅진, 최승민, 신동욱, 지준현, 이소미
- 기획사 KBS 한국방송
- 제작사: 지앤지프로덕션
- 극본: 박필주
- 연출: 윤창범

## 시청률
최저 시청률과 최고 시청률은 시청률 조사회사와 지역별로 시청률에 차이가 있을 수 있습니다.
| 2018년      | 2018년      | 2018년         | 2018년       | 2018년         | 2018년       |
| 회차        | 방송일      | TNmS 시청률    | TNmS 시청률  | AGB 시청률     | AGB 시청률   |
| 회차        | 방송일      | 대한민국(전국) | 서울(수도권) | 대한민국(전국) | 서울(수도권) |
| ----------- | ----------- | -------------- | ------------ | -------------- | ------------ |
| 제01회      | 3월 10일    | 24.5%          | 21.1%        | 23.3%          | 22.9%        |
| 제02회      | 3월 11일    | 28.2%          | 24.4%        | 27.1%          | 26.3%        |
| 제03회      | 3월 17일    | 24.4%          | 20.5%        | 23.1%          | 23.1%        |
| 제04회      | 3월 18일    | 28.3%          | 23.9%        | 26.7%          | 26.3%        |
| 제05회      | 3월 24일    | 23.1%          | 19.3%        | 21.8%          | 21.0%        |
| 제06회      | 3월 25일    | 28.3%          | 24.0%        | 27.7%          | 27.4%        |
| 제07회      | 3월 31일    | 25.2%          | 21.4%        | 23.2%          | 22.2%        |
| 제08회      | 4월 1일     | 29.8%          | 25.5%        | 28.3%          | 28.0%        |
| 제09회      | 4월 7일     | 26.9%          | 23.0%        | 24.8%          | 23.9%        |
| 제10회      | 4월 8일     | 30.9%          | 27.1%        | 29.4%          | 27.5%        |
| 제11회      | 4월 14일    | 26.1%          | 22.2%        | 26.6%          | 25.7%        |
| 제12회      | 4월 15일    | 31.3%          | 27.4%        | 31.6%          | 30.3%        |
| 제13회      | 4월 21일    | 26.1%          | 22.6%        | 25.7%          | 24.2%        |
| 제14회      | 4월 22일    | 30.2%          | 26.3%        | 30.4%          | 28.6%        |
| 제15회      | 4월 28일    | 25.3%          | 21.0%        | 23.7%          | 22.4%        |
| 제16회      | 4월 29일    | 29.1%          | 25.5%        | 26.7%          | 24.3%        |
| 제17회      | 5월 5일     | 28.4%          | 24.3%        | 27.8%          | 26.8%        |
| 제18회      | 5월 6일     | 32.3%          | 28.6%        | 30.7%          | 30.0%        |
| 제19회      | 5월 12일    | 27.5%          | 23.9%        | 24.1%          | 22.5%        |
| 제20회      | 5월 13일    | 30.8%          | 26.5%        | 29.1%          | 27.7%        |
| 제21회      | 5월 19일    | 25.1%          | 21.3%        | 24.5%          | 22.9%        |
| 제22회      | 5월 20일    | 28.9%          | 24.4%        | 31.5%          | 30.0%        |
| 제23회      | 5월 26일    | 27.8%          | 23.6%        | 25.8%          | 24.7%        |
| 제24회      | 5월 27일    | 33.0%          | 28.8%        | 30.5%          | 28.1%        |
| 제25회      | 6월 9일     | 28.0%          | 23.7%        | 28.0%          | 26.8%        |
| 제26회      | 6월 10일    | 31.4%          | 26.9%        | 31.7%          | 30.2%        |
| 제27회      | 6월 16일    | 26.9%          | 22.6%        | 23.8%          | 21.7%        |
| 제28회      | 6월 17일    | 33.2%          | 29.4%        | 31.8%          | 30.0%        |
| 제29회      | 6월 23일    | 32.1%          | 28.0%        | 31.4%          | 30.3%        |
| 제30회      | 6월 24일    | 29.8%          | 25.2%        | 29.7%          | 28.3%        |
| 제31회      | 6월 30일    | 34.2%          | 30.0%        | 34.2%          | 33.1%        |
| 제32회      | 6월 31일    | 26.7%          | 22.1%        | 26.9%          | 25.2%        |
| 제33회      | 7월 7일     | 33.0%          | 28.9%        | 33.1%          | 31.1%        |
| 제34회      | 7월 8일     | 27.7%          | 23.8%        | 27.1%          | 26.2%        |
| 제35회      | 7월 14일    | 32.5%          | 28.4%        | 32.1%          | 31.3%        |
| 제36회      | 7월 15일    | 28.6%          | 24.9%        | 27.1%          | 25.5%        |
| 제37회      | 7월 21일    | 33.5%          | 29.7%        | 32.6%          | 31.1%        |
| 제38회      | 7월 22일    | 29.8%          | 26.1%        | 28.9%          | 28.2%        |
| 제39회      | 7월 28일    | 33.3%          | 29.5%        | 32.0%          | 31.3%        |
| 제40회      | 7월 29일    | 28.2%          | 24.3%        | 27.4%          | 25.6%        |
| 제41회      | 8월 4일     | 30.9%          | 27.2%        | 32.4%          | 31.7%        |
| 제42회      | 8월 5일     | 29.5%          | 25.8%        | 30.6%          | 28.9%        |
| 제43회      | 8월 11일    | 32.9%          | 29.1%        | 34.4%          | 33.6%        |
| 제44회      | 8월 12일    | 30.3%          | 26.5%        | 30.6%          | 28.8%        |
| 제45회      | 8월 18일    | 33.0%          | 29.2%        | 33.4%          | 32.1%        |
| 제46회      | 8월 19일    | 28.8%          | 25.0%        | 29.2%          | 27.4%        |
| 제47회      | 8월 25일    | 24.6%          | 20.5%        | 25.0%          | 23.9%        |
| 제48회      | 8월 26일    | 35.4%          | %            | 34.0%          | 32.0%        |
| 제49회      | 9월 8일     | 32.3%          | %            | 32.0%          | 29.8%        |
| 제50회      | 9월 9일     | 38.8%          | %            | 36.9%          | 34.7%        |
| 평균 시청률 | 평균 시청률 | 29.5%          |              | 28.8%          | 27.5%        |

## 결방 사유 및 편성 변경
- 2018년 6월 2일: 2018년 FIFA 월드컵 C조 《프랑스 VS 호주》 중계 방송으로 인해 밤 9시로 편성 변경(27회)
- 2018년 9월 2일: 《같이 살래요 핑크 로맨스 스페셜》 편성으로 인한 결방
- 2018년 8월 26일: 2018년 자카르타-팔렘방 아시안 게임 야구 예선 《대한민국 VS 대만》 중계방송으로 인해 저녁 6시 50분으로 편성 변경(47회)
- 2018년 9월 1일: 2018년 자카르타-팔렘방 아시안 게임 야구 결승 및 축구 남자 결승 중계방송으로 인한 결방

## 수상 경력
- 2018년 제11회 코리아 드라마 어워즈 작품상
- 2018년 제11회 코리아 드라마 어워즈 연기대상 유동근
- 2018년 제11회 코리아 드라마 어워즈 작가상 박필주
- 2018년 제11회 코리아 드라마 어워즈 OST상 먼데이 키즈
- 2018년 제6회 아시아태평양 스타 어워즈 장편드라마 부문 남자 최우수연기상 이상우
- 2018년 KBS 연기대상 - 베스트 커플상 / 대상 유동근
- 2018년 KBS 연기대상 - 베스트 커플상 / 여자 최우수상 장미희
- 2018년 KBS 연기대상 - 장편 드라마 부문 남자 우수상 이상우
- 2018년 KBS 연기대상 - 장편 드라마 부문 여자 우수상 한지혜
- 2018년 KBS 연기대상 - 남자 신인상 김권
- 2018년 KBS 연기대상 - 여자 신인상 박세완

## 경쟁 프로그램
- MBC 주말연속극 《부잣집 아들》 (2018년 3월 25일~2018년 10월 7일)
- MBC 주말 특별기획 드라마 《데릴남편 오작두》 (2018년 3월 3일~2018년 5월 19일)
- MBC 주말 특별기획 드라마 《이별이 떠났다》 (2018년 5월 26일~2018년 8월 4일)
- SBS 주말 특별기획 드라마 《착한마녀전》 (2018년 3월 3일~2018년 5월 5일)
- SBS 주말 특별기획 드라마 《시크릿 마더》 (2018년 5월 12일~2018년 7월 7일)
- SBS 주말 특별기획 드라마 《그녀로 말할 것 같으면》 (2018년 7월 14일~2018년 9월 29일)

## 참고 사항
- 월화드라마 《내일도 칸타빌레》, 주말연속극 《파랑새의 집》, 일일드라마 《다시, 첫사랑》을 집필한 박필주 작가가 극본을 맡았으며, 일일드라마 《다시, 첫사랑》 연출을 맡았던 KBS 드라마본부의 윤창범 PD가 연출을 맡았다.